# Georgina Wheatcroft
Georgina Hawkes, coniugata Wheatcroft (Nanaimo, 30 novembre 1965), è una giocatrice di curling canadese.

## Biografia
Partecipò all'età di 36 anni ai XIX Giochi olimpici invernali edizione disputata a Salt Lake City (Stati Uniti d'America) nel 2002, riuscendo ad ottenere la medaglia di bronzo nella squadra canadese con le connazionali Diane Nelson, Cheryl Noble, Julie Skinner e Kelley Law.
Nell'edizione la nazionale britannica ottenne la medaglia d'oro, la svizzera quella d'argento.